# 1490 w literaturze
Wydarzenia literackie w 1490 roku.

## Nowe książki
- Joanot Martorell, Tirant lo Blanch

## Urodzili się
- Juan Boscán Almogaver, hiszpański poeta (data przybliżona)
- Vittoria Colonna, włoska poetka
- Alfonso de Valdés, pisarz hiszpański (data przybliżona)